# Øster Ulslev
 Der er for få eller ingen kildehenvisninger i denne artikel, hvilket er et problem. Du kan hjælpe ved at angive troværdige kilder til de påstande, som fremføres i artiklen.

Øster Ulslev er en landsby på det sydøstlige Lolland med 232 indbyggere  (2024), beliggende i Øster Ulslev Sogn. Landsbyen ligger i Guldborgsund Kommune og tilhører Region Sjælland.
Navnet ses første gang i de skriftlige kilder i 1397, men byen er meget ældre. Forleddet i navnet Ulslev kommer af et mandsnavn, enten Ulf eller Ulvar + efterleddet -lev, der betyder "levn/arvegods", altså "den ejendom Ulf/Ulvar efterlod". Det er sandsynligt, at der er tale om samme mand som ophav til både Øster- og Vester Ulslev. Byer med endelsen -lev er sandsynligvis opstået før ca. 800 og er som regel betydelige. Øster Ulslev er da også kirkeby og har, eller har haft – skole, børnehave, forsamlingshus, brugs, købmand, alderdomshjem (bygget 1929), mølle og flere mindre erhvervsvirksomheder. Skolen lå dog ca 1 km. syd for byen i et mindre beboelseområde ved et vejkryds. Derved kom den til at ligge ca. midt i sognet. Den blev opført 1903 og nedlagt 1960.
Byen har også en fodboldklub med egen bane, og i en tidligere købmandsgård var der en tid indrettet diskotek. Desuden har der været både bank og postekspedition.

## Forsamlingshus
Øster Ulslev Forsamlingshus blev bygget i 1886 som det tredje på Lolland efter dem i Errindlev og Frejlev.
Landbefolkningen fik i de sidste år af 1800-tallet for alvor appetit på at deltage i samfundet både politisk og økonomisk. En række samarbejdsprojekter som f.eks. andels- slagterier og mejerier, brugsforeninger, skytteforeninger, gymnastikforeninger og altså en lang række forsamlingshuse. På Nystedegnen byggedes huse i Frejlev, Kettinge, Vantore, Døllefjelde, Vester Ulslev og altså Øster Ulslev. I Nysted fik man i de samme år i stedet en række hoteller, der kunne stille lokaler og servering til rådighed. Vantore forsamlingshus er det eneste der er nedlagt. De 5 andre fungerer i en vis udstrækning stadig.

## Administrativt/kirkeligt tilhørsforhold

### Tidligere
- Musse Herred, Ålholm Len, Ålholm Amt, Maribo Amt, Storstrøms Amt, Øster Ulslev-Godsted sognekommune, Nysted Kommune
- Fyens Stift

### Nuværende
- Region Sjælland, Guldborgsund Kommune
- Lolland-Falsters Stift, Lolland Østre Provsti, Øster Ulslev-Vester Ulslev-Godsted Pastorat, Øster Ulslev Sogn

## Galleri
- Bemærk telefonnummeret
- Et kig fra ”centrum” mod nord
- Forsamlingshuset